# Фестивальний (зупинний пункт)
Фестивальний (біл. Фестывальны) — зупинний пункт Мінського відділення Білоруської залізниці в Молодечненському районі Мінської області. Розташований у місті Молодечно; на лінії Мінськ-Пасажирський — Молодечно, поміж зупинним пунктом Селивонівка і станцією Молодечно.